# Programa Minisat
El Programa de Pequeños Satélites (Minisat) fue un programa gubernamental español desarrollado por el INTA con el objetivo de que el sector aeroespacial español adquiriera la capacidad de diseñar, desarrollar y fabricar satélites artificiales. El programa comenzó en 1990 y se preveía que estuviera compuesto de al menos 4 satélites (de Minisat 01 a 04), de los que hasta la fecha solo ha sido lanzado uno, el Minisat 01.

## Historia
El programa MINISAT comienza a gestar en junio de 1990 con el objetivo de diseñar en un corto periodo de tiempo una plataforma multipropósito de bajo costo. En la primera fase del programa se ha desarrollado la plataforma MINISAT 01, que llevaba como carga útil tres experimentos científicos y uno tecnológico. 
Para la construcción bajo la dirección del INTA, Construcciones Aeronáuticas (CASA) asumía el papel de contratista principal, y se responsabilizaba de la construcción de la plataforma del satélite. El objetivo era implicar múltiples empresas españolas: CRISA (encargada de las unidades electrónicas del subsistema de potencia eléctrica), INDRA (encargada de la telemedida y telecomando), SENER (encargada del control de asiento del satélite), TGI e INSA, intervinieron como empresas colaboradoras y subcontratistas. Esta primera fase tuvo su punto culminante en el lanzamiento exitoso del satélite MINISAT 01 el 21 de abril de 1997. Por aquel entonces el director del programa era Miguel Ángel García Primo y la creación del cohete propulsor estaba dirigida por Antonio Elías.
La segunda fase del programa, iniciada en el año 1995, tiene como objetivo el desarrollo de una plataforma orientada a misiones de observación terrestre en general , y en particular todas aquellas que nos permiten evaluar el impacto humano en el ecosistema.

## Minisat 01
Fue lanzado el 21 de abril de 1997 desde la base aérea de Gando, en Gran Canaria, con un cohete Pegasus XL. Con un peso de 195 kg, el satélite estaba equipado con 3 instrumentos científicos:
- Un espectrógrafo de ultravioleta
- Una cámara de rayos gamma (LEGRI - Low Energy Gamma Ray Imager)[7][8]
- Un experimento de investigación sobre los fluidos en ausencia de gravedad

Su vida operativa estaba prevista en dos años, pero finalmente se extendió hasta dos años más. El día 14 de febrero de 2002, a las 3:12 horas, tuvo lugar el último contacto del Minisat 01 con la estación de seguimiento.

## Minisat 02
El segundo satélite de la serie no ha sido lanzado, aunque sí proyectado. Entre los experimentos propuestos para este segundo satélite se encontrarían los siguientes:
- GOYA (Gamma-ray burst Observer Yearned-Always)[9]
- SIXE (Spanish Italian X-ray Experiment)[10]
- DOPA
- XRASE

## Minisat 03
También fue anunciado, y luego cancelado, un tercer satélite destinado a proveer servicios de comunicaciones.